# Hoofdstedelijk gebouwencomplex van Chandigarh

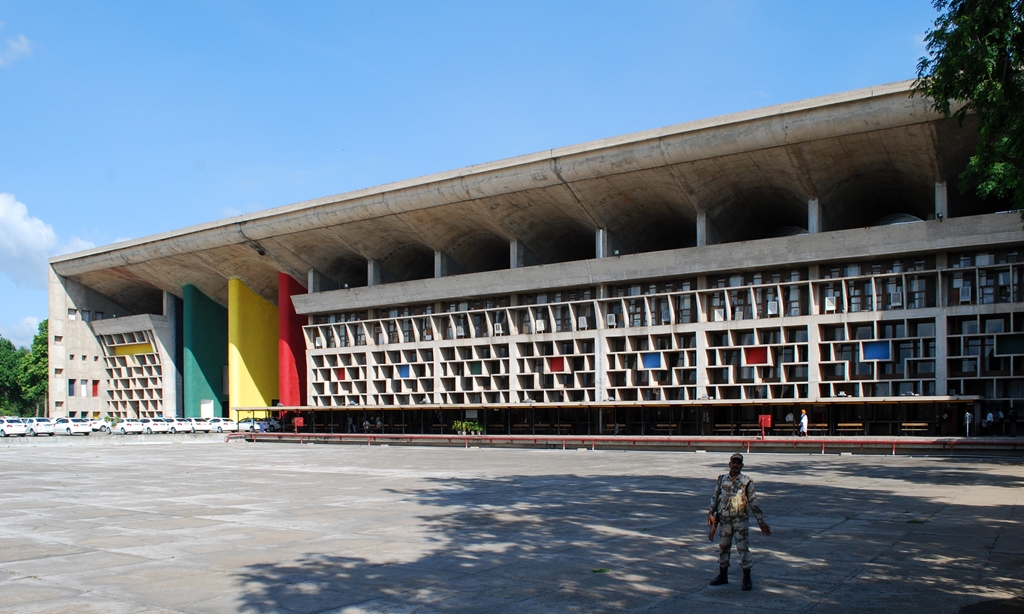
Hooggerechtshof voor de staten Punjab en Haryana

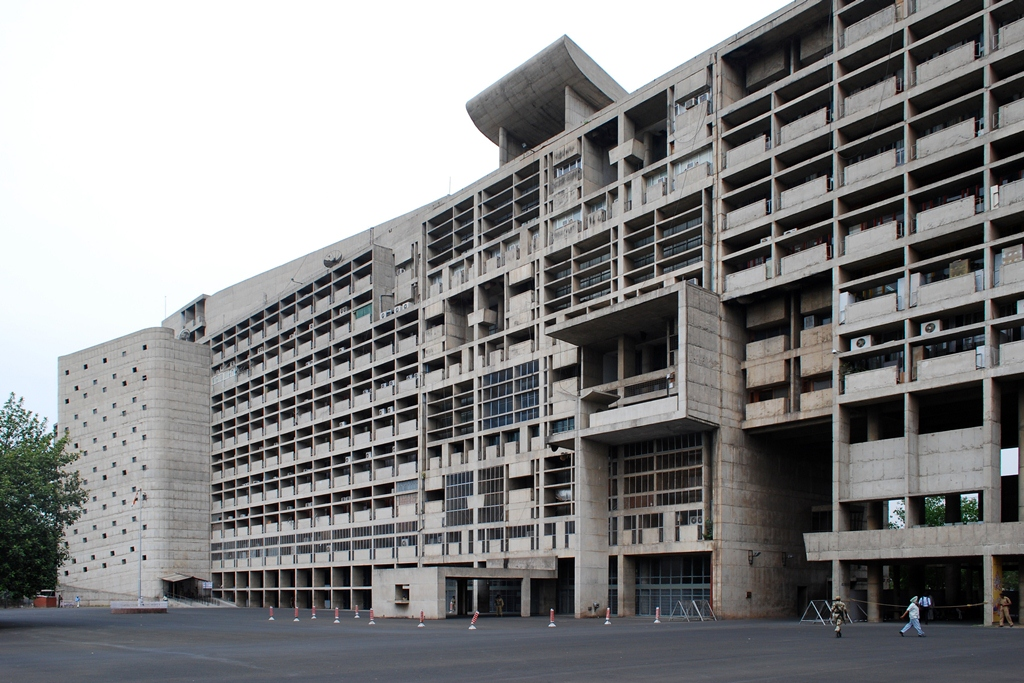
Secretariaatsgebouw

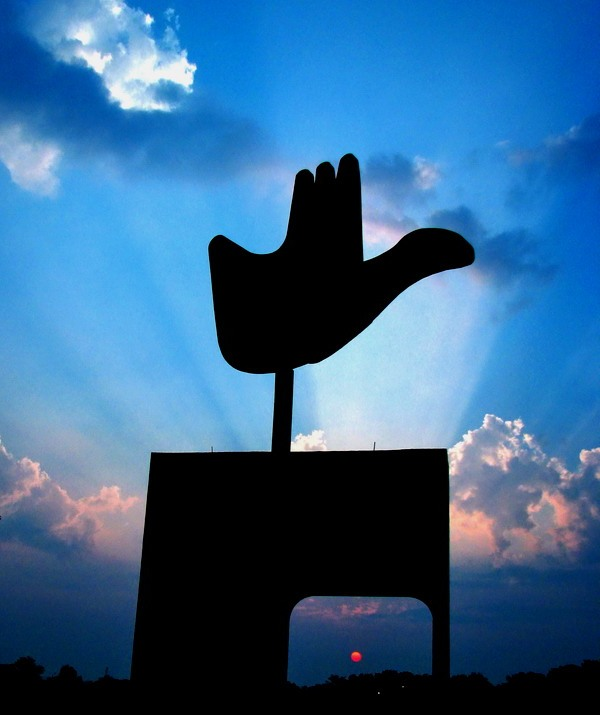
Open Hand Monument

Het Hoofdstedelijk gebouwencomplex van Chandigarh is een geheel van gebouwen in de Indiase stad Chandigarh bestaande uit een parlementsgebouw voor Punjab en Haryana, een secretariaat en een hoog gerechtshof voor Punjab en Haryana, allen gelegen in een groene zone met een meer en monumenten. Het geheel werd ontworpen door de Frans-Zwitserse architect Le Corbusier.

## Geschiedenis
Chandigarh is een nieuwe stad, waarvan de structuur en de meest kenmerkende gebouwen in een beweging door Le Corbusier en het Chandigarh Capital Project Team bestaande uit Le Corbusiers neef Pierre Jeanneret, Jane Drew en Maxwell Fry werden ontworpen, op basis van het initieel plan van de Poolse architect Maciej Nowicki en de Amerikaanse planner Albert Mayer. De stad werd gebouwd in 1953 als nieuwe hoofdstad voor de Indiase deelstaat Punjab die na de onafhankelijkheid van Pakistan en een gedeelte van het oude Punjab waaronder de oude hoofdstad Lahore zonder hoofdstad was gevallen. Het zuidelijk deel van de oude Punjab in India, waar vooral Hindi werd gesproken werd de deelstaat Haryana waarvoor Chandigarh ook als hoofdstad fungeert. De stad bevindt zich dan ook in geen van beide deelstaten, maar in een apart 114 km² groot unieterritorium, eveneens Chandigarh geheten waar Punjabi en Hindi de voertalen zijn.
Tijdens de 40e sessie van de Commissie voor het Werelderfgoed gehouden in Istanboel werd dit bouwwerk van Le Corbusier samen met een aantal andere van zijn meest markante constructies onder de noemer Architecturaal werk van Le Corbusier op 17 juli 2016 erkend als UNESCO werelderfgoed en toegevoegd aan de werelderfgoedlijst.
Grotten van Ajanta · Grotten van Ellora · Fort van Agra · Taj Mahal · Zonnetempel van Konárak · Monumentengroep bij Mahabalipuram · Nationaal park Kaziranga · Wildpark Manas · Nationaal Park Keoladeo · Kerken en kloosters van Goa · Monumentengroep bij Khajuraho · Monumentengroep bij Hampi · Fatehpur Sikri · Monumentengroep bij Pattadakal · Grotten van Elephanta · Chola-tempels · Nationaal park Sundarbans · Nationale parken Nanda Devi en Bloemenvallei · Boeddhistische monumenten bij Sanchi · Humayuns tombe, Delhi · Qutb Minar en zijn monumenten, Delhi · Bergspoorwegen van India · Mahabodhitempel · Rotsschuilplaatsen van Bhimbetka · Archeologisch park Champaner-Pavagadh · Chhatrapati Shivaji Terminus (voormalig Victoria Station) · Rode Fortcomplex · Heuvelforten van Rajasthan · Rani ki vav (the Queen’s Stepwell) in Patan, Gujarat · Nationaal park Great Himalayan · Nationaal park Khangchendzonga · Architecturaal werk van Le Corbusier (Hoofdstedelijk gebouwencomplex van Chandigarh) · Archeologische site Nalanda Mahavihara (universiteit van Nalanda) in Nalanda, Bihar · Historische stad Ahmadabad · Ensembles van neogotiek en art deco in Mumbai · De stad Jaipur, Rajasthan · Kakatiya Rudreshwara (Ramappatempel) · Dholavira: een stad van de Harappabeschaving · Moidams - het grafheuvelsysteem van de Ahomdynastie